# Žuana
Žuana (kineski: 壮族/壯族, transkripcija: Džuang, Žuana ili Žuan) je etnička grupa u Kini. Jedna su od 55 priznatih nacionalnih kineskih manjina. Prema popisu iz 2010., broje oko 18.000.000 pripadnika, a pretežno žive u kineskoj autonomnoj regiji Guangxi Zhuang, ali i po drugim mjestima kao što su: Yunnan (1.100.000), Guangdung (500.000), Hunan, Guizhou i drugdje. Obitelj je monogamna, sin baštini vlasništvo, ali kćeri također imaju pravo baštinjenja. 

## Povijest
Pripadnici manjine Žuana vrlo su ponosni na svoju povijest, a prema kineskim izvorima njihovi preci Baiyue te Luoyue živjeli su prije dinastije Shang na jugu Kine. Kineski etnolog Huang Xianfan koji je posjetio preko 100 sela piše, da imaju posebne običaje i festivale koje održavaju tijekom godine, a njihovi preci su prpadnici plemena Liao koji žive u: Guangdungu, Sečuanu, Junnanu, Guejdžou, Hunanu i Guangsji, gdje su se pomiješali s pripadnicima različitih drugih etničkih skupina, a današnje ime prvi puta spominje se u vrijeme dinastije Sung (960.-1279.). Kinezi službeno taj narod vode kao dio manjine Zhuang, no po svom nacionalnom etnitetu, jeziku, kulturi i povijesti s njima nemaju ničega zajedničkog. Pripadnici naroda Žuana sami sebe nazivaju: Bouxcuengh, Buliao i Bunong.

## Jezik i pismo
Jezik pripada Tai-Kadai jezicima. Govore nekoliko dijalekata od kojih su sjeverni i južni možda različiti jezici. Posjeduju vlastito pismo, većina znakova posuđena je iz kineskog jezika, a pišu ih unatrag.

## Arhitektura
Kuće su im drvene, najčešće s dva ili tri kata, prekrivene drvom ili slamom u kojoj obitelj često živi na gornjem katu, dok u prizemlju drže životinje. Sela su često smještena u udaljenim planinama ili pored rijeka.

## Hrana i piće
Pripadnici naroda Žuana uzgajaju: rižu, proso, povrće, grah, šećernu trsku, drugo bilje i suptropsko voće, a ostale potrebe za hranom nadopunjavaju sakupljanjem divljeg bilja i lovom na životinje te uzgojem pataka, kokošiju, pasa, svinja i krava.

## Vjerovanja
Izvorna vjera im je animizam, rašireno je obožavanje žaba, pasa i drugih životinja. Još su i taoisti ili budisti, ali poglavito obožavaju mnoge bogove.

## Značajni pojedinci
- Huang Xianfan

## Vanjske poveznice
- Zhuang